# Zilpha Keatley Snyder
Pour les articles homonymes, voir Snyder.
Zilpha Keatley Snyder, née le 11 mai 1927 à Lemoore en Californie et morte le 8 octobre 2014 (à 87 ans) à San Francisco, est une écrivaine américaine de livres pour la jeunesse. Elle est l'auteure de quarante-trois ouvrages entre 1964 et 2011, dont trois ont été finalistes de la médaille Newbery : The Egypt Game (1968), The Headless Cupid (1972) et The Witches of Worm (1973). Ses domaines de prédilection sont les récits d'aventures et le fantastique.

## Ouvrages

### Romans
- 1964 : Season of Ponies
- 1965 : The Velvet Room
- 1966 : Zilpha Keatley Snyder
- 1967 : Black and Blue Magic
- 1968 : Eyes in the Fishbowl
- 1969 : Today Is Saturday
- 1970 : The Changeling
- 1972 : The Witches of Worm
- 1973 : The Princess and the Giants
- 1974 : The Truth About Stone Hollow (alias The Ghosts of Stone Hollow)
- 1978 : Heirs of Darkness
- 1981 : A Fabulous Creature
- 1982 : Come on Patsy
- 1983 : The Birds of Summer
- 1983 : The Changing Maze
- 1987 : And Condors Danced
- 1988 : Squeak Saves the Day and Other Tooley Tales
- 1991 : Song of the Gargoyle
- 1991 : Libby on Wednesday
- 1993 : Fool's Gold
- 1994 : Cat Running
- 1995 : The Trespassers
- 1999 : The Runaways
- 2001 : Spyhole Secrets
- 2002 : The Ghosts of Rathburn Park
- 2004 : The Unseen
- 2005 : The Magic Nation Thing
- 2006 : The Treasures Of Weatherby
- 2008 : The Bronze Pen
- 2009 : William S and the Great Escape
- 2011 : William's Midsummer Dreams

### SérieGames
- 1967 : The Egypt Game
- 1997 : The Gypsy Game

### SérieStanley Family
- 1971 : The Headless Cupid
- 1979 : The Famous Stanley Kidnapping Case
- 1985 : Blair's Nightmare
- 1989 : Janie's Private Eyes

### TrilogieGreen Sky
- 1975 : Below the Root
- 1976 : And All Between
- 1977 : Until the Celebration

### SérieCastle Court
- 1995 : The Box and the Bone
- 1995 : The Diamond War
- 1995 : Ghost Invasion
- 1995 : Secret Weapons

### SérieGib
- 1998 : Gib Rides Home
- 2000 : Gib and the Gray Ghost

## Prix et distinctions
La carrière littéraire de Zilpha Keatley Snyder a été récompensée à trois reprises par la médaille Newbery, l'un des premiers prix créés pour des livres destinés à la jeunesse.
- 1968 : Finaliste médaille Newbery pour The Egypt Game
- 1972 : Finaliste médaille Newbery pour The Headless Cupid
- 1973 : Finaliste médaille Newbery pour The Witches of Worm
- 1974 : (international) « Honor List »[3], de l' IBBY, pour The Headless Cupid